# Pee Wee Russell
Pee Wee Russell, geboren als Charles Ellsworth Russell (Maplewood, 27 maart 1906 - Alexandria, 15 februari 1969), was een Amerikaanse jazzmuzikant (saxofoon, klarinet).

## Biografie
Russell, die Indiaanse voorouders had, groeide op in Muskogee. Een van zijn bekendste composities heet Muskogee Blue. Zijn vader nam de jonge Charles Ellsworth mee naar een evenement van de toentertijd bekende band The Louisiana Five. Bij dit concert speelde ook de klarinettist Alcide Nunez uit New Orleans. Onder de indruk van dit concert besloot hij om een carrière als jazzmuzikant te beginnen. Hij kreeg in Muskovee privéles. De eerste optredens volgden eerst met zijn vader, daarna met Red Nichols. Na een opleiding aan de Western Military Academy (1920/21) en de University of Missouri verzamelde hij verdere beroepsmatige ervaringen als klarinettist en saxofonist op raderboten, met vaudeville-tourneegroepen en bij Peck Kelley. In 1923/24 speelde hij in een band in Mexico.
Midden jaren 1920 speelde Russell in Chicago met muzikanten als Bix Beiderbecke, Frank Trumbauer en opnieuw met Red Nichols, met wie de 78" Feelin' No Pain ontstond. Er volgden opnamen en optredens met Red McKenzie, Irving Mills (1929), Hoagy Carmichael (1930), Gil Rodin (1931–34), Adrian Rollini (1935) en Louis Prima (1935/36). Vanaf 1938 werkte hij herhaaldelijk met Bobby Hackett, Eddie Condon, Jack Teagarden, Bud Freeman, Teddy Wilson, George Brunis, Miff Mole, Art Hodes, Muggsy Spanier, Wild Bill Davison, Coleman Hawkins, Ruby Braff, Earl Hines en Max Kaminsky. Russell leidde weliswaar nooit een eigen band, maar nam wel een reeks albums op onder zijn eigen naam als Portrait of Pee Wee.
Sinds einde jaren 1930 behoorde hij tot het dixieland-circuit in Greenwich Village in New York. Na een zware ziekte in 1950 werkte hij tijdens de jaren 1950 en 1960 overwegend met dixieland- en mainstream-bands rond Ruby Braff, Eddie Condon en George Wein, met wie hij op festivals, zoals het Newport Jazz Festival, te gast was. Op het album New Groove bij Columbia Records klampte hij zich vast aan nieuwe verschijningsvormen van de jazz, daar hij in een pianoloos kwartet, waartoe ook Marshall Brown behoorde, songs als Billy Strayhorns Chelsea Bridge, Moten Swing, Tadd Damerons Good Bait en Thelonious Monks  'Round Midnight en zelfs John Coltranes Red Planet vertolkte. Daarna volgde met een vergelijkbare formatie in 1966 het album Ask Me Now! voor Impulse! Records. Uiteindelijk trad hij in 1969 op in de New Yorkse Town Hall, in Chicago en tijdens het Monterey Jazz Festival.
Tijdens de jaren 1960 wedijverde Russell met de moderne jazz en had hij zelfs composities van Ornette Coleman in het repertoire. Daardoor verkreeg hij respect en erkenning bij de muzikanten van het toenmalige avant-garde-circuit. In 1963 speelde hij tijdens het Newport Jazz Festival in de band van Thelonious Monk (Miles & Monk at Newport). In 1957 speelde hij in The Sound of Jazz met Jimmy Giuffre in duet. Een leerzaam voorbeeld uit deze periode is het album Ask me now met het Pee Wee Russell Quartet.
De jonge Steve Lacy, een muzikant met een duidelijke toontaal, was begin jaren 1950 samen met Russell lid van een band van traditionele jazzmuzikanten, die regelmatig optraden in het New Yorkse Stuyvesant Center.
Net als alle grote artiesten bezat Russel een zeer subjectieve waarneming der dingen, die zich niet slechts in zijn muziek verklaarde. Russell was vaak ziek en kon tijdens deze periode geen muziek maken. Hij hield zich dan op aanraden van een vriendin bezig met schilderen. Het resultaat was zo overweldigend, dat de kunstwereld hem als amateur als natuurtalent erkende.

## Overlijden
Pee Wee Russell overleed in februari 1969 op 62-jarige leeftijd.

## Onderscheidingen
In de criticipoll van DownBeat in 1983 werd Russells Pied Piper of Jazz tot 'Herpublicatie van het Jaar' gekozen.

## Discografie
Als orkestleider
Impulse! Records
- 1959: Salute To Newport
- 1965: Ask Me Now! (met Marshall Brown, Russell George, Ronnie Bedford)
- 1966: The College Concert (met Red Allen, Steve Kuhn, Charlie Haden, Marty Morell)
- 1967: The Spirit of '67 (met Oliver Nelson)

Andere Label
- 1952: Clarinet Strut
- 1952: The Individualism of Pee Wee Russell
- 1952: Pee Wee Russell All Stars (Atlantic)
- 1953: Salute To Newport
- 1953: We’re In the Money (Black Lion Records)
- 1958: Portrait of Pee Wee
- 1958: Over the Rainbow
- 1961: Swingin' With Pee Wee
- 1961: Jazz Reunion (Candid Records)
- 1962: New Groove (Columbia)
- 1964: Honey Licorice
- 1964: Gumbo